# Paul O'Sullivan
Paul O'Sullivan (4 april 1964 – Peterborough, 18 mei 2012) was een Canadees acteur. 
Zijn partner was actrice Linda Kash. Zij hadden samen drie dochters. Paul O'Sullivan overleed op 48-jarige leeftijd bij een auto-ongeluk in de buurt van Peterborough

## Filmografie
- High Spirits (1988)
- It Takes Two (1995)
- Memory Run (video) (1995)
- Christmas in My Hometown (1996)
- Dirty Work (1998)
- Jerry and Tom (1998)
- Nothing Too Good for a Cowboy (1998)
- The Spreading Ground (2000)
- Club Land (2001)
- Luck (2003)
- Burnt Toast (2005)
- Zombie Dearest (2009)
- Score: A Hockey Musical (2010)

## Televisieseries
- The Red Green Show (1997)
- SketchCom (1998)
- Once a Thief (1998)
- Comedy Now! (1998)
- George Shrinks (2000-2003)
- Puppets Who Kill (2002)
- An American in Canada (2002)
- The Seán Cullen Show (2003)
- The Joe Blow Show (2003)
- The Bobroom (2004)
- Grossology (2006-2008)
- Getting Along Famously (2006)
- Friends and Heroes (2008-2009)
- Murdoch Mysteries (2009)
- Dan for Mayor (2011)
- The Cat in the Hat Knows a Lot About That! (2011)
- Little Mosque on the Prairie (2012)